# Romuald Czubacki
Romuald Czubacki (ur. 2 listopada 1928, zm. 13 listopada 2018) – polski urzędnik państwowy i konsularny, działacz partyjny, Konsul Generalny w Chicago (1972–1975).

## Życiorys
Syn Bronisława. Przed 1947 kierował Zarządem Powiatowym Związku Walki Młodych w Lubartowie. W latach 1947–1956 był szefem Zarządu Wojewódzkiego Związku Młodzieży Polskiej w Lublinie. Wstąpił do Polskiej Zjednoczonej Partii Robotniczej, od 1955 do 1956 zasiadał w egzekutywie Komitetu Wojewódzkiego PZPR w Lublinie. Związany następnie z Ministerstwem Spraw Zagranicznych, wchodził w skład Komitetu Zakładowego PZPR tamże. W drugiej połowie lat 60. pełnił funkcję sekretarza ambasady PRL w Belgradzie. Od 1972 do 2 września 1975 pełnił funkcję konsula generalnego w Chicago. Następnie po powrocie do MSZ objął stanowisko radcy w jednym z departamentów.
W 1955 odznaczony Srebrnym Krzyżem Zasługi za zasługi w pracy zawodowej i społecznej.
Został pochowany na Cmentarzu Komunalnym Północnym w Warszawie.